# Olof Åkesson (generaldirektör)
Olof André Åkesson,  född den 3 oktober 1885 i Södra Mellby församling, Kristianstads län, död den 10 februari 1963 i Stockholm, var en svensk ämbetsman. Han var son till Henric Åkesson.
Åkesson blev 1905 student vid Lunds universitet, där han avlade filosofie kandidatexamen 1909, filosofie licentiatexamen 1912 och filosofisk ämbetsexamen samma år. Han promoverades till filosofie doktor 1914. Åkesson var observator vid Vassijaure naturvetenskapliga station 1906–1907, amanuens vid Lunds astronomiska observatorium 1909–1913 och extra ordinarie lektor vid Eslövs högre samskola 1914–1916. Han blev tillförordnad aktuarie i Pensionsstyrelsen 1916, förste aktuarie i Riksförsäkringsanstalten 1917 och tillförordnad byråchef där 1929. Åkesson var överdirektör och chef för Försäkringsinspektionen 1930–1948 och generaldirektör där 1948–1952. Han var sakkunnig, ledamot och ordförande i ett flertal statliga utredningar. Åkesson publicerade avhandlingar i astronomi och matematisk statistik samt uppsatser rörande socialförsäkringsfrågor och det enskilda försäkringsväsendet. Han blev riddare av Nordstjärneorden 1930, kommendör av andra klassen av samma orden 1933, kommendör av första klassen 1936 och kommendör med stora korset 1950. Åkesson vilar på Södra Mellby kyrkogård.